# Cremnosterna parvicollis
Cremnosterna parvicollis är en skalbaggsart som först beskrevs av Charles Joseph Gahan 1894.  Cremnosterna parvicollis ingår i släktet Cremnosterna och familjen långhorningar.
Artens utbredningsområde är Burma. Inga underarter finns listade i Catalogue of Life.